# جواهرات سلطنتی (فیلم)
مستندجواهرات سلطنتیبه کارگردانی ابراهیم گلستان   ساخته شده است.

## منبع
1. ↑  «جواهرات سلطنتی». بایگانی‌شده از اصلی در ۲۷ مارس ۲۰۰۷. دریافت‌شده در ۱ ژانویه ۲۰۲۰.